# Nationalliga A (Unihockey) 2020/21
Die Nationalliga A 2020/21 ist die 39. Spielzeit um die Schweizer Unihockeymeisterschaft. Sie begann am 12. September 2020. Am 23. Oktober unterbrach swiss Unihockey in allen Ligen die Meisterschaft bis Ende November 2020 wegen der zweiten Welle der Corona-Pandemie. Am 17. November wurde entschieden den Saisonunterbruch bis Anfang Januar 2021 zu verlängern. Am 7. Dezember wurde dann das zweite Januarwochenende als Restart der NLA gesetzt.

## Modus
Ursprünglich war vorgesehen, dass an der Nationalliga A 12 Mannschaften teilnehmen, wobei die ersten acht in die Playoffs kommen und der Rest in zwei Playoutpartien bestimmt, wer gegen die zwei Playoffsieger der Nationalliga B um den Klassenerhalt spielen muss. Am 7. Dezember entschied der Verband, dass aufgrund des Saisonunterbruchs keine Rückrunde stattfinden wird, sondern die Liga in eine Master Round und Challenge Round aufgeteilt wird.
Wie es nach der Qualifikation mit den Playoffs/Playouts weitergeht, wurde noch nicht festgelegt und hängt von der epidemiologischen Entwicklung ab.

## Teilnehmer
In der Saison 2020/21 waren zwölf Mannschaften in der NL vertreten.
| Team                     | Trainer         | Kapitän             |
| ------------------------ | --------------- | ------------------- |
| Chur Unihockey           | Iivo Pantzar    | Daniel Šešulka      |
| Zug United               | Niklas Hedstal  | Luca Graf           |
| Ad Astra Sarnen          | Eetu Vehanen    | Roman Schöni        |
| UHC Thun                 | Daniel Steiner  | Michael Fankhauser  |
| Floorball Köniz          | Jyri Korsman    | Jonas Ledergerber   |
| Tigers Langnau           | Matthias Gafner | Stefan Siegenthaler |
| UHC Alligator Malans     | Pius Caluori    | Florian Tromm       |
| UHC Uster                | Simon Meier     | Raphael Berweger    |
| UHC Waldkirch-St. Gallen | Armin Brunner   | Roman Mittelholzer  |
| SV Wiler-Ersigen         | Thomas Berger   | Tatu Väänänen       |
| HC Rychenberg Winterthur | Philipp Krebs   | Nils Conrad         |
| Grasshopper Club Zürich  | Luan Misini     | Joël Rüegger        |

## Qualifikation

### Hinrunde
Aufgrund der Corona-Pandemie wird anstatt einer Hin- und Rückrunde, die Liga nach der Hinrunde in eine Meister- und Abstiegsrunde aufgeteilt.
| Rg.                 | Team                     | Sp | gSp | SoW | S | SnV | NnV | N  | T      | TD  | PQ    |
| ------------------- | ------------------------ | -- | --- | --- | - | --- | --- | -- | ------ | --- | ----- |
| 1.                  | Grasshopper Club Zürich  | 11 | 11  | 0   | 8 | 1   | 1   | 1  | 73ː39  | +34 | 2.45  |
| 2.                  | Floorball Köniz          | 11 | 11  | 0   | 7 | 2   | 1   | 1  | 67:35  | +32 | 2.364 |
| 3.                  | SV Wiler-Ersigen         | 11 | 11  | 0   | 8 | 0   | 1   | 2  | 69:41  | +28 | 2.273 |
| 4.                  | UHC Alligator Malans     | 11 | 11  | 0   | 8 | 0   | 1   | 2  | 69:41  | +28 | 2.273 |
| 5.                  | Zug United               | 11 | 11  | 0   | 5 | 1   | 2   | 3  | 74:62  | +12 | 1.727 |
| 6.                  | HC Rychenberg Winterthur | 11 | 11  | 0   | 5 | 2   | 0   | 4  | 63:57  | +6  | 1.727 |
| 7.                  | Tigers Langnau           | 11 | 11  | 0   | 5 | 0   | 1   | 5  | 60:61  | −1  | 1.455 |
| 8.                  | Chur Unihockey           | 11 | 11  | 0   | 4 | 0   | 1   | 6  | 59:63  | −4  | 1.182 |
| 9.                  | UHC Waldkirch–St. Gallen | 11 | 11  | 0   | 3 | 1   | 0   | 7  | 57:67  | −10 | 1.0   |
| 10.                 | UHC Uster                | 11 | 11  | 0   | 3 | 0   | 0   | 8  | 54:73  | −19 | 0.818 |
| 11.                 | UHC Thun                 | 11 | 11  | 0   | 2 | 0   | 1   | 8  | 49:70  | −21 | 0.636 |
| 12.                 | Ad Astra Sarnen          | 11 | 11  | 0   | 0 | 1   | 0   | 10 | 27:103 | −76 | 0.182 |
| Stand: 11. Spieltag |                          |    |     |     |   |     |     |    |        |     |       |

### Platzierungsrunde
Jedes Team spielt je einmal gegeneinander. Die ersten vier der Master Round werden für die Play-offs das Heimrecht bekommen. Die Master Round und Challenge Round gelten als Teil der Qualifikation.

#### Master Round
| Rg. | Team                     | Sp | gSp | SoW | S  | SnV | NnV | N | T      | TD  | PQ    |
| --- | ------------------------ | -- | --- | --- | -- | --- | --- | - | ------ | --- | ----- |
| 1.  | Grasshopper Club Zürich  | 16 | 16  | 0   | 11 | 1   | 2   | 2 | 111:69 | +42 | 2.313 |
| 2.  | UHC Alligator Malans     | 16 | 16  | 0   | 11 | 1   | 1   | 3 | 95:62  | +33 | 2.25  |
| 3.  | Floorball Köniz          | 16 | 16  | 0   | 9  | 2   | 1   | 4 | 96:66  | +30 | 2.0   |
| 4.  | SV Wiler-Ersigen         | 16 | 16  | 0   | 9  | 1   | 2   | 4 | 96:70  | +26 | 1.938 |
| 5.  | Zug United               | 16 | 16  | 0   | 6  | 3   | 2   | 5 | 100:92 | +8  | 1.625 |
| 6.  | HC Rychenberg Winterthur | 16 | 16  | 0   | 6  | 2   | 1   | 7 | 82:90  | −8  | 1.438 |

#### Challenge Round
| Rg. | Team                     | Sp | gSp | SoW | S | SnV | NnV | N  | T      | TD  | PQ    |
| --- | ------------------------ | -- | --- | --- | - | --- | --- | -- | ------ | --- | ----- |
| 7.  | Tigers Langnau           | 16 | 16  | 0   | 7 | 0   | 1   | 8  | 85:88  | −3  | 1.375 |
| 8.  | UHC Waldkirch-St. Gallen | 16 | 16  | 0   | 6 | 2   | 0   | 8  | 88:95  | −7  | 1.375 |
| 9.  | UHC Uster                | 16 | 16  | 0   | 6 | 1   | 0   | 9  | 89:97  | −8  | 1.25  |
| 10. | Chur Unihockey           | 16 | 16  | 0   | 5 | 0   | 2   | 9  | 79:93  | −14 | 1.063 |
| 11. | UHC Thun                 | 16 | 16  | 0   | 4 | 1   | 2   | 9  | 87:99  | −12 | 1.0   |
| 12. | Ad Astra Sarnen          | 16 | 16  | 0   | 1 | 1   | 1   | 13 | 53:140 | −87 | 0.375 |

## Playoffs
Die zuerst genannte Mannschaften hat beim ersten Spiel Heimrecht, welches folgend abgewechselt wird.

### Viertelfinal
Aufgrund eines Covid-19-Falls im Umfeld von Floorball Köniz musste die erste Partie der Viertelfinal-Serie verschoben werden. Floorball Köniz hat daher Heimrecht in den Spielen 2, 3, 5 und 7.
Der Sieg des UHC Waldkirch-St. Gallen im ersten Spiel der Viertelfinal-Serie ist zugleich der erste Sieg in den Playoffs der Vereinsgeschichte.
|                         |   |                          | Serie | 1         | 2         | 3         | 4         | 5   | 6         | 7   |
| ----------------------- | - | ------------------------ | ----- | --------- | --------- | --------- | --------- | --- | --------- | --- |
| Floorball Köniz         | – | Tigers Langnau           | 4:2   | 7:5       | 5:6 n. V. | 6:5       | 4:3       | 4:7 | 10:0      | –   |
| UHC Alligator Malans    | – | HC Rychenberg Winterthur | 4:2   | 5:4       | 3:1       | 3:7       | 4:5 n. P. | 8:4 | 7:4       | –   |
| Grasshopper Club Zürich | – | UHC Waldkirch-St. Gallen | 4:1   | 7:9       | 6:5       | 7:3       | 11:4      | 5:2 | –         | –   |
| SV Wiler-Ersigen        | – | Zug United               | 4:3   | 2ː1 n. V. | 4:6       | 1:2 n. P. | 7:2       | 5:2 | 5:6 n. V. | 9:4 |

### Halbfinal
|                         |   |                  | Serie | 1   | 2         | 3   | 4         | 5         | 6         | 7 |
| ----------------------- | - | ---------------- | ----- | --- | --------- | --- | --------- | --------- | --------- | - |
| UHC Alligator Malans    | – | Floorball Köniz  | 2:4   | 7:5 | 2:6       | 7:9 | 5:6 n. V. | 4:3 n. P. | 5:6 n. V. | – |
| Grasshopper Club Zürich | – | SV Wiler-Ersigen | 1:4   | 2:8 | 5:6 n. V. | 7:3 | 3:5       | –         | –         | – |

#### Superfinal
Das Finalspiel der Schweizer Unihockeymeisterschaft wird als Superfinal ausgetragen.
| 24. April 2021 17:00 Uhr |  | Floorball Köniz | : (:, :, :) | SV Wiler-Ersigen | AXA Arena, Winterthur |

Die Partie wird live vom SRF übertragen.

## Playouts
Aufgrund des Abbruchs der Saison in der Nationalliga B entschied das Nationalligakomitee, dass wegen der fehlenden sportlichen Relevanz in dieser unsicheren Situation auf die Playouts in der Nationalliga zu verzichten ist. Das Nationalligakomitee stellte diesen Antrag der Taskforce von swiss unihockey. Die Taskforce von swissunihockey stimmte dem Antrag zu.

## Cheftrainer
Die Tabelle listet alle Cheftrainer auf, die zu Beginn der Saison ihre jeweilige Mannschaft verantworteten. Der mit einem N markierte Trainer übernahm seine Mannschaft neu zum Saisonbeginn. Interimstrainer sind unter den Trainerwechseln berücksichtigt, sofern sie ein Spiel absolvierten.
| Verein                   | Cheftrainer     |
| ------------------------ | --------------- |
| Chur Unihockey           | Iivo PantzarN   |
| Zug United               | Niklas Hedstal  |
| Ad Astra Sarnen          | Eetu Vehanen    |
| UHC Thun                 | Daniel SteinerN |
| Floorball Köniz          | Jyri Korsman    |
| Tigers Langnau           | Matthias Gafner |
| UHC Alligator Malans     | Pius CaluoriN   |
| UHC Uster                | Simon MeierN    |
| UHC Waldkirch-St. Gallen | Armin BrunnerN  |
| SV Wiler-Ersigen         | Thomas Berger   |
| HC Rychenberg Winterthur | Philipp Krebs   |
| Grasshopper Club Zürich  | Luan Misini     |

| Nach x. Spieltag | Verein          | Platz | Neuer Cheftrainer      |
| ---------------- | --------------- | ----- | ---------------------- |
| 5                | Ad Astra Sarnen | 12.   | Vehanen → Michal Rybka |